# Fausto Trávez Trávez
Fausto Gabriel Trávez Trávez O.F.M. (Toacazo, 7 januari 1942) is een Ecuadoraans geestelijke en aartsbisschop van de Rooms-Katholieke Kerk.
Trávez Trávez studeerde filosofie in Ecuador en in Colombia, waarna hij intrad bij de orde der Franciscanen. Hij legde zijn kloostergeloften af op 15 oktober 1965. Zijn priesterwijding vond plaats op 12 december 1970. Vervolgens was hij werkzaam in diverse pastorale functies.
Op 1 februari 2003 werd Trávez Trávez benoemd tot apostolisch vicaris van Zamora en tot titulair bisschop van Sullectum. Zijn bisschopswijding vond plaats op 15 maart 2003. Hij werd op 27 maart 2008 benoemd tot bisschop van Babahoyo.
Trávez Trávez werd op 11 september 2010 benoemd tot aartsbisschop van Quito, waardoor hij tevens primaat van Ecuador werd. Hij was de opvolger van Raúl Eduardo Vela Chiriboga die met emeritaat was gegaan.